# Obwód Baranowicze Armii Krajowej
Obwód Baranowicze – jednostka terytorialna Związku Walki Zbrojnej, a następnie Armii Krajowej. 
Operowała na terenie powiatu baranowickiego. Nosiła kryptonim „Puszcza”.
Obwód Baranowicze wchodził wraz z Obwodem Słonim i Obwodem Nieśwież w skład Inspektoratu Rejonowego Południowego Okręgu Nowogródek.
Komendantem Obwodu był kpt. Andrzej Wierzbicki ps. „Józef”.